# Brevitrichia oculivirida
Brevitrichia oculivirida är en tvåvingeart som beskrevs av Kelsey 1969. Brevitrichia oculivirida ingår i släktet Brevitrichia och familjen fönsterflugor. Inga underarter finns listade i Catalogue of Life.